# Języki tankickie
Języki tangkijskie, tankickie, tangkickie – mała rodzina językowa, skupiająca języki aborygeńskie używane w północnej Australii. Podejrzewa się, że są spokrewnione z językami pama-nyungańskimi.
W skład rodziny języków tangkickich wchodzą:
- lardilski[2] (czy lirdilski)
- damiński (rejestr lardilskiego, czasem uznawany za odrębny język[3])
- kajardildyjski[2]
- jukultyjski[2] (znany również pod nazwą ganggalida czy njangga)

O ile jukultyjski i kajardildyjski są wzajemnie zrozumiałe, to lardilski jest dość odrębny od pozostałych przedstawicieli tej rodziny.
Wymarły i słabo udokumentowany język minkiński również mógł należeć do grupy.
Większość materiałów nt. języków tangkijskich powstało w latach 60. XX w. i później; wtedy również powstały propozycje ortografii. Wcześniejsze dane ograniczają się do mało obszernych list słownictwa (z XIX w. i pocz. XX w.).